# سياسة دونالد ترامب البيئية
مثلت السياسة البيئية التي تتبناها إدارة دونالد ترمب تحولًا عن أولويات وأهداف السياسة التي تبنتها إدارة باراك أوباما السابقة، إذ أعطت أجندة أوباما البيئية الأولوية للحد من انبعاثات الكربون من خلال استخدام مصادر الطاقة المتجددة، وهدفت إلى الحفاظ على البيئة للأجيال القادمة، في حين سعت إدارة ترمب إلى زيادة استخدام الوقود الأحفوري وإلغاء العديد من اللوائح والقوانين البيئية. حتى مايو 2020، تراجعت إدارة ترمب عن تطبيق 64 لائحة بيئية، ويجري وقف تطبيق 34 لائحة إضافية.
في عام 2016، تعهد ترمب في حملته الرئاسية بالتراجع عن اللوائح التنظيمية الحكومية، التي زعم أنها تضر بالاقتصاد، وقد عكست تعديلاته في وكالات بيئية رئيسية التزامه بوعده.
دعمت إدارة ترمب تنمية الطاقة على الأراضي الفدرالية، بما في ذلك الحفر والتنقيب عن الغاز والنفط في الحدائق الوطنية. بعد فترة قصيرة من توليه منصب الرئيس، بدأ ترمب بتنفيذ «خطة الطاقة الأولى الأمريكية» ووقع على أوامر تنفيذية للموافقة على خطين للنفط مثيرين للجدل. في عام 2018، أعلنت وزارة الداخلية عن خطط للسماح بالحفر والتنقيب في جميع المياه الأمريكية تقريبًا، وهو ما شكل أكبر توسع في تأجير النفط والغاز في عرض البحر على الإطلاق. في عام 2019، أتمت الإدارة خططًا لفتح كامل السهل الساحلي الذي يضم المحمية الوطنية للحياة البرية في القطب الشمالي أمام حفر الآبار.
ينكر ترمب والعديد من الذين عُينوا في وزاراته التغير المناخي، إذ يدعون أنهم لا يؤمنون بصحة الآراء العلمية التي تقول بأن تغير المناخ سوف يخلف آثارًا كارثية، ولا أن ثاني أكسيد الكربون هو المساهم الرئيسي في تغير المناخ. سحب ترمب الولايات المتحدة من اتفاق باريس للمناخ، وبذلك أصبحت الدولة الوحيدة التي لا تشكل جزءًا من الاتفاق. تجنب ترمب المناقشات البيئية في قمة مجموعة الدول الصناعية السبع الرابعة والأربعين التي عقدت في كندا، والقمة الخامسة والأربعين التي عقدت في فرنسا، حيث غادرها مبكرًا. في سبتمبر 2019، استبدلت إدارة ترمب خطة أوباما للطاقة النظيفة بقاعدة الطاقة النظيفة المعقولة التي لا تتسبب في الوصول إلى ذروة الانبعاثات. في إبريل 2020، أصدر ترمب معايير جديدة لانبعاثات المركبات، والتي من المتوقع أن تؤدي إلى توليد مليار طن إضافي من ثاني أكسيد الكربون، ما يزيد من الانبعاثات السنوية للولايات المتحدة بحوالي الخمس.
أعادت الإدارة صياغة سياسات وكالة حماية البيئة لمكافحة التلوث - بما في ذلك المواد الكيميائية المعروفة بأخطارها الصحية الخطيرة - التي تفيد صناعة المواد الكيميائية بشكل خاص، وألغت قاعدة المياه النظيفة في سبتمبر 2019. أفاد تحليل صدر عام 2018 بأن تراجع إدارة ترمب عن تنفيذ اللوائح البيئية، وما سينتج عن ذلك من أضرار سيكلف على الأرجح أرواح أكثر من 80,000 من سكان الولايات المتحدة كل عقد، كما سيؤدي إلى مشاكل في الجهاز التنفسي لأكثر من مليون شخص.
اقترحت الإدارة تخفيضات كبيرة في التمويل وتغييرات في تنفيذ قانون الأنواع المهددة بالانقراض.

## خلفية
خلال حملته الرئاسية، أعرب ترمب عن رأيه وقال بأن الاحتباس الحراري العالمي والتبريد عمليتان طبيعيتان. كثيرًا ما وصف الاحتباس الحراري العالمي بأنه «خدعة»، ونسبها في بعض الأحيان إلى الحكومة الصينية وقال إنها مؤامرة لتخريب القطاع الصناعي الأمريكي، لكنه ادعى في وقت لاحق أنه كان يمزح. قال ترمب خلال ترشحه أنه سيعمل على إلغاء خطة أوباما المناخية، وسحب الولايات المتحدة من اتفاقية باريس للمناخ، ووقف جميع المدفوعات الأمريكية لبرامج الأمم المتحدة المتعلقة بالاحتباس الحراري.
كانت العديد من خياراته الوزارية الأولى أشخاصًا لديهم تاريخ من المعارضة للوكالة التي رشحهم لها. في غضون أيام بعد توليه منصبه، دعا الشركات الصناعية الأمريكية إلى اقتراح أي من اللوائح ينبغي إلغاؤها؛ قدم الصناعيون 168 تعليقًا، استهدف نصفها تقريبًا لوائح وضوابط وكالة حماية البيئة الأمريكية. خلال أول شهرين له في المنصب، طلب مراجعة فدرالية لقاعدة المياه النظيفة وخطة الطاقة النظيفة. لم يحضر ترمب مناقشات المناخ التي عقدت خلال قمة مجموعة الدول الصناعية السبع عامي 2018 و 2019، وهو الرئيس الوحيد الذي لم يحضرها.

## وزارة الداخلية الأمريكية
تتولى وزارة الداخلية مسؤولية إدارة الموارد الطبيعية، ومعظم الأراضي الفدرالية مثل الحدائق الوطنية والغابات، ومحميات الحياة البرية والمحميات الهندية والحفاظ عليها. اتهم ترمب الرئيس أوباما «بحرمان الملايين من الأمريكيين من الحصول على ثروة الطاقة الموجودة في الأسفل» من خلال القيود التي فرضها على التأجير وحظر استخراج الفحم الجديد من الأراضي الفدرالية. وعد ترمب خلال حملته الانتخابية «بتحرير احتياطيات الفحم الصخري والنفط والغاز الطبيعي والفحم النظيف غير المستغلة في أمريكا، والمقدر قيمتها بخمسين تريليون دولار». تهدف ميزانية ترمب المقترحة لعام 2018  إلى خفض تمويل وزارة الداخلية بمقدار 1.5 مليار دولار.
في خطاب ألقاه في البيت الأبيض عام 2019، أشاد ترمب «بالقيادة البيئية لأمريكا»، مؤكدًا أن إدارته كانت «مشرفة بشكل جيد على أرضنا العامة»، وتقلل من انبعاثات الكربون وتحسن من «الهواء النقي» والمياه «النظيفة البلورية». أشار الخبراء إلى أن الإنجازات المذكورة كانت نتيجة للإجراءات التي اتخذها أسلافه منذ عهد إدارة نيكسون.
عين ترمب عضو الكونغرس ريان زينك من مونتانا وزيرًا للداخلية. يدعم زينك التعدين وقطع الأشجار في الأراضي الفدرالية. تعليقًا على رئاسة ترمب، قال رئيس معهد البترول الأمريكي، وهو أكبر جمعية لتجارة وصناعة النفط في الولايات المتحدة ومقره في واشنطن العاصمة، حول ما يتعلق بزيادة فرص الحصول على عقود إيجار فدرالية: «هذه الفرصة فريدة، ربما مرة واحدة في العمر».
أعلنت إدارة ترمب خططًا لفتح المزيد من الأراضي الفدرالية لتطوير وتنمية مجال الطاقة، مثل التصديع المائي، والحفر والتنقيب. كانت هناك احتمالية عالية لإلغاء قاعدة المياه النظيفة، الصادرة عن وكالة حماية البيئة وفيلق المهندسين بالجيش عام 2015. توضح القاعدة سلطة الحكومة الفدرالية القضائية لحماية الجداول الصغيرة والأراضي الرطبة من التلوث. يعارض المطورون، والشركات، والمجموعات الزراعية هذه القاعدة لأنهم يعتقدون أنها تنتهك حقوقهم في الملكية الخاصة، وأن هناك أعباء تنظيمية غير ضرروية تنشأ بسببها. في يناير 2018، علقت وكالة حماية البيئة رسميًا لائحة عام 2015، وأعلنت عن خطط لإصدار لائحة جديدة في عام 2018. طعنت خمس عشرة ولاية، ومدينتان، وعدد من المنظمات البيئية في قرار تعليق وكالة حماية البيئة من خلال الدعاوى القضائية. في 12 سبتمبر 2019، ألغت إدارة ترمب قاعدة المياه النظيفة.

### ضبط المواد الكيميائية الخطرة
وجهت إلى إدارة ترمب تهمة تغيير طريقة تقييم الحكومة الفدرالية للمواد الكيميائية الخطرة التي قد تشكل خطرًا على صحة الإنسان، ما يجعلها أكثر انسجامًا مع رغبات الصناعة الكيميائية.
عين ترمب نانسي بيك نائبة لوحدة المواد الكيميائية السامة التابعة لوكالة حماية البيئة، في حين أنها كانت خلال السنوات الخمس السابقة مسؤولة في مجلس الكيمياء التابع لجمعية الصناعة الأمريكية للشركات الكيميائية الأمريكية. بعد فترة قصيرة من تعيينها في مايو 2017، أعادت بيك –من بين عدة أمور- كتابة اللوائح التنظيمية فيما يتعلق بحمض بيرفلورو الأوكتانويك الكيميائي، الذي ارتبطت به العديد من المشاكل الصحية الخطيرة. تجعل مراجعاتها تتبع العواقب الصحية لهذه المادة الكيميائية أمرًا صعبًا، بالتالي يصعب تنظيمها.

### تنظيف النفايات السامة
في محاولة لرفع القيود التنظيمية واللوائح المتعلقة بصناعة النفط، والتعدين، والحفر، والزراعة، اقترحت إدارة ترمب خفض ميزانية وكالة حماية البيئة بنسبة 31%، ما من شأنه أن يؤدي إلى خفض المبادرات الرامية إلى حماية جودة المياه والهواء، الأمر الذي يحمل الولايات قدرًا كبيرًا من الجهد. يخشى الناشطون في مجال حماية البيئة أن يؤدي هذا التخفيض إلى مشاكل صحية. من المتوقع أيضًا أن يؤدي خفض ميزانية وكالة حماية البيئة إلى خفض تنظيم أنشطة التصديع المائي، ما سيؤدي إلى تقليل الرقابة الفدرالية على مشروعات التنظيف في هذه المجالات.
عين مدير وكالة حماية البيئة سكوت برويت، المصرفي السابق في أوكلاهوما ألبرت كيلي لرئاسة برنامج الاستجابة البيئية الشاملة، المسؤول عن تنظيف أكثر الأراضي تلوثًا في البلاد. افتقر كيلي تمامًا لأي خبرة في التعامل مع القضايا البيئية، وكان قد تلقى لتوه حظرًا مدى الحياة على العمل في البنوك والمصارف.

## الدعاوى القضائية
خلال الأشهر القليلة الأولى، ألغت إدارة ترمب كلًا من:
- اللوائح التي تحد من سمية الزئبق والهواء المتولدة من محطات الطاقة.[31]
- اللوائح التي تحد من تلوث المياه من مصانع الفحم.[32]
- اللوائح التي تحد من استخدام المبيدات الحشرية المحتوية على الكلوربيريفوس.[33]
- اللوائج التي تحظر انبعاثات غاز الميثان من مدافن النفايات، وغيرها.[34]

أسفر كل ذلك عن إقامة دعاوى قضائية ضد إدارة ترمب من مختلف الجماعات البيئية مثل صندوق الدفاع عن البيئة، ولجنة الدفاع عن الموارد الطبيعية.